# Helen Cross
Helen Cross (1967) è una scrittrice inglese.

## Biografia
Nata a Newbald, East Riding of Yorkshire, nel 1967, ha studiato al Goldsmiths College e alla University of East Anglia.
È principalmente nota come autrice del romanzo La mia estate d'amore, da cui è stato tratto il film My Summer of Love (2004) diretto da Paweł Pawlikowski.
Tra i riconoscimenti ottenuti si segnala il Betty Trask Award del 2001 per La mia estate d'amore.

## Opere
- La mia estate d'amore (My Summer of Love, 2001), Roma, Fandango, 2005 traduzione di Federica Aceto ISBN 88-87517-60-6.
- I segreti che lei custodisce (The Secrets She Keeps, 2005), Roma, Fandango, 2008 traduzione di Federica Aceto ISBN 978-88-6044-064-8.
- Spilt Milk, Black Coffee (2009)